# Peperomia perglandulosa
Peperomia perglandulosa är en pepparväxtart som beskrevs av Truman George Yuncker. Peperomia perglandulosa ingår i släktet peperomior, och familjen pepparväxter. Inga underarter finns listade i Catalogue of Life.